# 景雲 (唐)
景雲（けいうん）は、唐の睿宗李旦の治世に使用された元号。710年-712年。

## 西暦・干支との対照表
| 景雲 | 元年  | 2年   | 3年   |
| 西暦 | 710年 | 711年 | 712年 |
| 干支 | 庚戌  | 辛亥  | 壬子  |